# Bộ Tư lệnh Phòng vệ Bình Nhưỡng

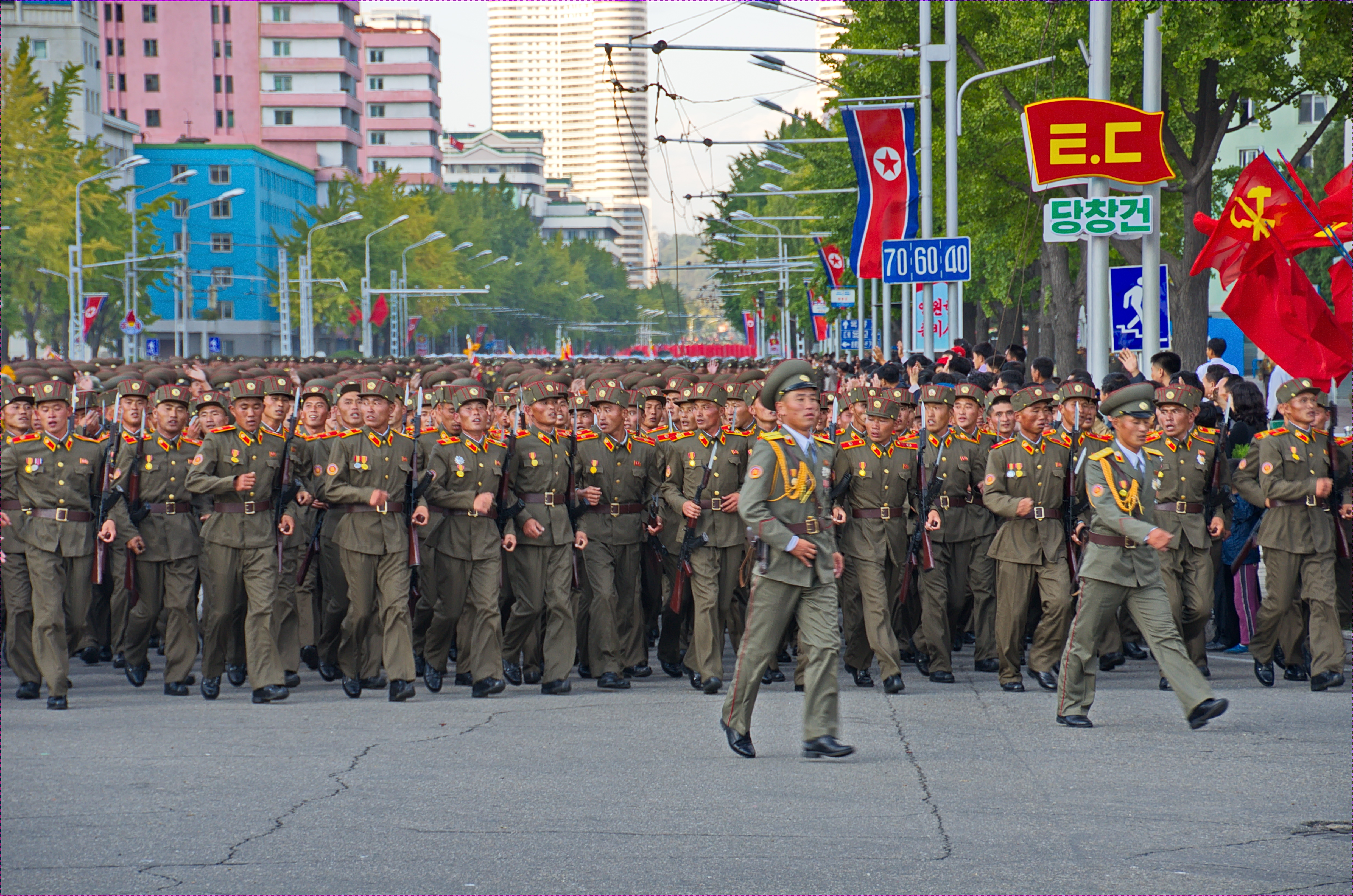
Đoàn quân Bộ Tư lệnh Phòng vệ Bình Nhưỡng trong một cuộc duyệt binh năm 2015.

Bộ Tư lệnh Phòng vệ Bình Nhưỡng (tiếng Hàn Quốc: 평양방위사령부), còn gọi là Quân đoàn Phòng vệ Bình Nhưỡng là quân khu và quân đoàn trực thuộc Quân đội Nhân dân Triều Tiên (QĐNDTT) đóng tại thủ đô Bình Nhưỡng của Cộng hòa Dân chủ Nhân dân Triều Tiên.
Bộ Tư lệnh Phòng vệ Bình Nhưỡng gồm 70.000 quân nhân QĐNDTT, cùng với Bộ Tư lệnh Cảnh vệ Tối cao và Quân đoàn III, chịu trách nhiệm bảo vệ thủ đô. Theo nhà phân tích về Triều Tiên Joseph F. Bermudez, không giống như hai đơn vị tương đương, bộ tư lệnh này hoạt động bên trong khu vực Bình Nhưỡng.
Bộ tư lệnh này báo cáo trực tiếp với Bộ Tổng tham mưu và được coi là một trong nhiều đòn bẩy quyền lực trong QĐNDTT.

## Lịch sử
Bộ tư lệnh này được thành lập dưới quyền Bộ Quốc phòng (nay là Bộ Lực lượng Vũ trang Nhân dân) vào năm 1955 với mục đích bảo vệ thủ đô quốc gia khỏi Quân đội Hàn Quốc và Quân đoàn 8 Lục quân Mỹ từ sau khi Liên Hợp Quốc tấn công vào Bắc Triều Tiên. Bộ tư lệnh này được sáp nhập vào bộ tư lệnh ưu tiên của QĐNDTT vào thập niên 1960 và trở nên độc lập 30 năm sau đó vào thập niên 1990. Trong thập niên 1980, Bộ tư lệnh này báo cáo với Đơn vị 963 để rồi về sau bị loại khỏi đội hình chiến đấu.
Sách Trắng Quốc phòng năm 2014 do Bộ này công bố ngày 21 tháng 12 năm 2012, cho biết các đơn vị pháo binh trực thuộc Bộ Tư lệnh Phòng vệ Bình Nhưỡng được chuyển giao cho Bộ Tổng tham mưu của QĐNDTT để thống nhất hệ thống chỉ huy pháo binh.
Vị tư lệnh nổi bật của Bộ Tư lệnh Phòng vệ Bình Nhưỡng là Phó Nguyên soái Ri Yong-ho, nắm quyền chỉ huy bộ tư lệnh này từ năm 2003 đến năm 2009 và về sau trở thành Tổng Tham mưu trưởng QĐNDTT. Ông là người cuối cùng gây tiếng vang hồi còn là Tư lệnh Bộ Tư lệnh Phòng vệ Bình Nhưỡng. Một vị tư lệnh nổi bật khác là người tiền nhiệm của Ri tên gọi Pak Ki So, từng giữ chức vụ này từ năm 1995 đến năm 2003.

## Nhiệm vụ
Bộ Tư lệnh Phòng vệ Bình Nhưỡng chủ yếu chịu trách nhiệm bảo vệ thủ đô và tài sản của đảng và nhà nước. Bộ tư lệnh này sử dụng Đường cao tốc Anh hùng Thanh niên làm trục lộ quân sự cho miền nam CHDCND Triều Tiên cùng với Quân đoàn III. Trong trường hợp có khả năng xảy ra đảo chính hoặc ngoại xâm, các sư đoàn xe tăng được triển khai đến đường cao tốc này nhằm cắt đứt tuyến đường đi vào thủ đô.
Không phận thủ đô nằm dưới sự bảo vệ của Bộ Tư lệnh Phòng không Bình Nhưỡng trực thuộc Quân chủng Phòng không Không quân, Quân đội Nhân dân Triều Tiên. Sĩ quan chỉ huy của bộ tư lệnh này thường mang cấp bậc thượng tướng và theo truyền thống là người phụ trách tất cả các cuộc duyệt binh mang tính nghi lễ trên Quảng trường Kim Nhật Thành.